# Olivia Époupa
Olivia Époupa  (nacida el 30 de abril de 1994 en París, Francia) es una jugadora de baloncesto francesa. Con 1.65 metros de estatura, juega en la posición de escolta.